# Briller
Briller er betegnelsen for et synsforbedrende redskab. Et par synskorrigerende briller består generelt af to linser, der holdes på plads foran øjnene af et stel.
Linsernes slibning retter sig efter brillebærerens behov: Samlelinser anvendes til korrektion af langsynethed, spredelinser til korrektion af nærsynethed. Korrektionens styrke angives i dioptrier. Linsernes slibning kan tage højde for visse typer bygningsfejl.
Til afhjælpning af aldersbetinget langsynethed benyttes særlige læsebriller. Hvis den læsende også har behov for briller til orienteringsformål, benyttes ofte briller med et læsefelt, et indslebet felt med større styrke i nederste del af brilleglassene. Overgangen mellem de to styrker kan være gradvis/glidende eller abrupt.

## Etymologi
Ordet "brille" har sin oprindelse i det Oldindien|oldindiske stednavn Vidura (nutidens Belur). Ordet betød "fjerntliggende", "fjern" eller "som ligger oppe i bjergene". I nærheden af Belur var der ædelstensminer med beryl. Af "Vidura" afledtes vaidurya, der på mellemindiske sprog som prakit og pali blev til verulia og veluriya. Derigennem blev ordet til det græske beryllos, der betyder "beryl" eller "søgrøn ædelsten". På latin og middelalderlatin blev det til berillus og beryllus. Kejser Nero benyttede monokel af sleben smaragd eller beryl for at se gladiatorkampe, og i middelalderens katolske kirker, fik beryl en lignende funktion. El Greco har malet kardinal de Guevara med briller.
Beryl blev sammen med gennemsigtig bjergkrystal brugt til ruder i monstranser og helgenskrin. Glassene udviklede sig til hjælp til svagtseende, og selv om man begyndte at bruge glas i stedet, da man fandt ud af at fjerne lufthullerne fra glasset, blev navnet beryl i sproget. Således kom brillerne til at hedde "barill" og "berill" og i pluralis barille, berill og brille på middelhøjtysk. Over nedertysk "Brille" kom ordet "brille" til dansk.

## Historie
Brilleglas blev i det tidlige 12. århundrede udført i cyclosilikater som beryl, hvoraf betegnelsen "brille" er afledt.
I folketroen blev briller mistænkt for at forårsage blindhed. I Strandebarm i Hardanger fik fem ældre mennesker i 1804 opgivet briller som årsag til, at de havde tabt synet: "Alderdom, maaskee dertil kommende Uforsigtighed med Øjnenes for megen Brug med Briller ved Lys og i Soelskin, i sær Lysstraalernes Reflexion fra Snee og hvide Objecter, synes hos foranstaaende at have havt Synets Svækkelse og tilsidst fuldkommen Blindhed til følge."

## Brillestel
Brillestel kan i dag laves af mange materialer, og derfor kan pris og kvalitet svinge meget.

Stelmaterialerne kan deles op i tre grupper:
1.
Plastic: Man kan få plastbriller, der er skåret ud af støbte plastmaterialer, men de fleste plasticstel er lavet i optyl eller acetat. Acetat er oftest en blanding af træ eller bomuld og cellulose, som bliver blandet med eddikesyre og anhydrider. Optyl er 20 % lettere end acetat og indeholder ikke plastic, som nogle multiallergikere kan være allergiske overfor. Det er kendt for sine meget klare farver, som ikke bliver matte.
Plasticstel er oftest mere markante i ansigtet end metalstel pga. stellets tykkelse. Plastmaterialet giver mulighed for nogle meget flotte farvekombinationer, som ikke er mulige i metalstel.
2.
Metalstel: Kan være lavet af alverdens blandinger af materialer som jern, stål, chrom o.l. Fælles for dem alle er, at de indeholder nikkel. Står der nikkelfri på stellet, betyder det, at der er en belægning, der indkapsler nikkelet. Er man nikkelallergiker, bør man vælge et stel af plastic eller titanium.
3.
Titanium: Er det eneste stel, der er 100% fri for nikkel. Det reneste titanium består af 99,7% titanium, 0,3% jern, nitrogen, carbon, ilt og hydrogen. Andre fordele ved titaniumstellene er, at de er meget stærke og lette.